# 李衡 (少将)
李衡，中共男性党員丶中共軍事人物丶政治人物丶第十屆全國人大代表 
中國人民解放军少將丶曾仼黑龍江省軍區司令员 
1. ↑  全新的中俄边境风貌(图)
2. ↑  第十届全国人民代表大会代表
3. ↑  .   [2022-06-07]. （原始内容存档于2022-06-07）.
4. ↑  中国现有军队250万人 独生子女兵成军队主体[]